# Analyseur d'espace disque
Un analyseur d'espace disque (aussi appelé analyseur d'utilisation de disque) est un logiciel permettant de classer par taille tous les répertoires et sous-répertoires d'un disque donné physique ou logique, afin de permettre à l'utilisateur de localiser les plus gros fichiers qui y sont présents. 

## Description
L'information est généralement présentée sous la forme d'un tableau ou d'un graphique.
Certains analyseurs d'espace disque comme DiskReport permettent aussi de visualiser l'évolution de la taille de chaque dossier pour aider à localiser les dossiers ayant grossi, plutôt que de simplement localiser les dossiers les plus gros[réf. nécessaire].